# Kōyasan chōishi-michi

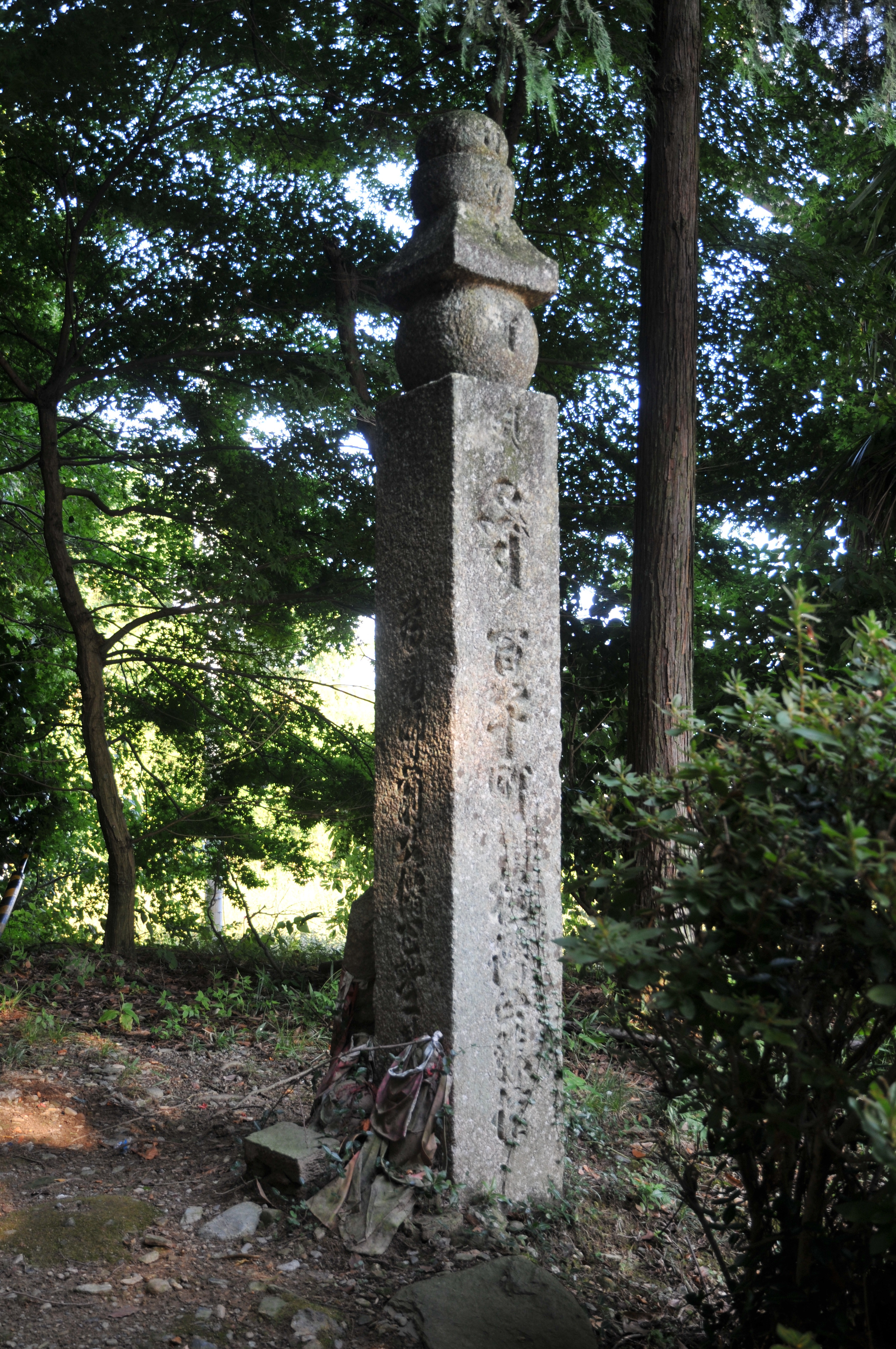
Chōishi no 120.

Kōyasan chōishi-michi (高野山町石道) est un sentier de vingt-quatre kilomètres de long avec un marqueur en pierres (ishi) tous les cent neuf mètres (chō) menant à Kōyasan, préfecture de Wakayama au Japon. Créé par Kūkai et situé au sein du parc préfectoral de Kōyasan Chōishi-michi Tamagawa (高野山町石道玉川峡県立自然公園), le sentier est inscrit sur la liste du patrimoine mondial de l'UNESCO dans l'ensemble des « sites sacrés et chemins de pèlerinage dans les monts Kii,, ».

## Route
Le sentier mène de Jison-in au pied du mont Kōya à Danjō Garan, distance un peu inférieure à 20 km (cent quatre-vingt marqueurs). Il est éloigné de quatre kilomètres du mausolée de Kūkai dans l'Okunoin (trente-six marqueurs),.

## Chōishi
Les stupas à cinq niveaux sont édifiés en 1285 à l'aide de donations de la famille impériale pour remplacer les anciens poteaux en bois. Cent soixante dix-neuf des chōishi datent de cette époque. Ils sont gravés avec leur numéro dans le passage de Danjo Garan, de même que le bīja d'une des divinités dans le mandala du Monde de la matrice pour les cent quatre-vingt premiers ou le mandala du Monde du diamant pour les autres.